# Namie
Namie (浪江町?) è una cittadina giapponese della prefettura di Fukushima.

## Geografia
Namie si trova sulla costa dell'Oceano Pacifico centrale di Fukushima.

### Comuni limitrofi
- Prefettura di Fukushima
  - Minamisoma
  - Iitate
  - Kawamata
  - Nihonmatsu
  - Tamura
  - Ōkuma
  - Futaba
  - Katsurao

## Storia
L'area dell'attuale Namie faceva parte della Provincia di Mutsu.  Il 1º aprile 1889, il villaggio di Namie è stato creato all'interno del Distretto di Naraha , Fukushima; in seguito divenne Futaba nel'aprile del 1896.
La città è stata ampliata il 1º maggio 1956 annettendo i vicini villaggi di Obori, Karino e Tsushima.

### Terremoto e maremoto del 2011

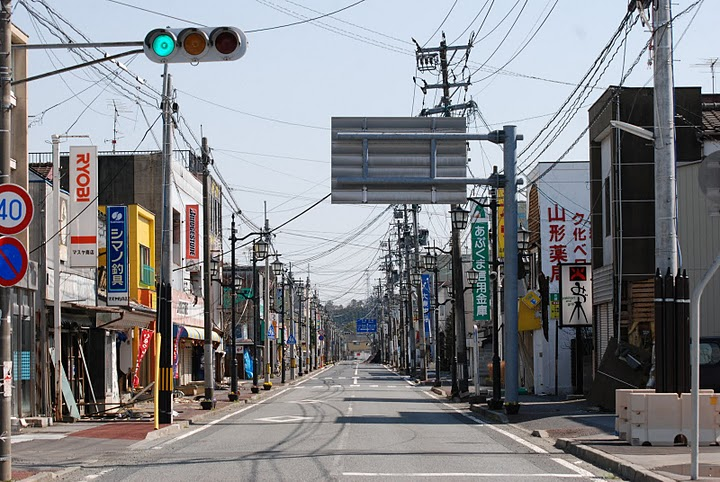
Il centro di Namie

## Economia
L'economia di Namie è dipendente dalla pesca commerciale, l'agricoltura e la trasformazione dei prodotti alimentari.

## Infrastrutture e trasporti

### Strade
- Jōban Expressway – Namie IC
- National Route 6
- National Route 114
- National Route 259
- National Route 399

### Ferrovie
- JR East – Jōban
  - Stazione di Namie